# Чеслав Бліхарський
Чеслав Евгеніуш Бліхарський (пол. Czesław Eugeniusz Blicharski; 5 липня 1918, Тернопіль — 21 березня 2015, Забже) — польський авіатор під час Другої світової війни, після війни колекціонер і історик-любитель, що описує історію Тернополя.

## Біографія
Навчався в початковій школі при Державній учительській семінарії ім. Генрика Сенкевича, а від 1928 р. — у Другій державній гімназії ім. Юліуша Словацького (нині у приміщенні на вул. Грушевського діє школа № 4. У юнацькі роки Бліхарський належав до польських скаутських організацій.
У 1936 році вступив до юридичного факультету в Університеті Яна Казимира у Львові. У жовтні 1936-го вступив до польської ультраправої організації «Młodzieży Wszechpolskiej». За словами Войцеха Змисльоного (Wojciech Zmyślony), студент згодом відійшов від активної діяльності товариства, хоча ще в 1938-му його арештували й декілька днів протримали у львівській тюрмі на Бригідках за підозрою в побитті членами боївки Młodzieży Wszechpolskiej студентів лівих поглядів. Утім, визнавши невинним, Чеслава Бліхарського випустили.
1939 р. вступив до Академічного Кола Товариства Школи Людової, працюючи на громадських засадах, проводив «реполонізаційні» акції в «зрусинізованих» селах на околиці Львова — пише Войцех Змисльони.

### Війна й тюрми
Початок боїв застав студента на канікулах у Тернополі. Юнак записався до громадської варти — відповідав за спрямування тернополян до сховищ під час авіанальотів, шукав помешкання для утікачів із територій, окупованих нацистами.
Спроб перебратися на Захід у Бліхарського було дві. У листопаді 1939-го він із трьома випадковими супутниками намагався перейти до Румунії, але його схопило НКВД. Цим разом обійшлося і студента випустили. Зиму він перебув у родинному домі у Тернополі. Уже 30 березня 1940-го Чеслав із трьома братами та колегою знову вирушив у дорогу — тепер через Угорщину, тобто окуповане угорцями Закарпаття. Як вказує Змишльони, утікачі з СРСР успішно перейшли кордон, але, заблукавши, знову повернулися в Союз. І тут їх схопили радянські прикордонники. Чеслава переправили через Станиславів, Умань, Ніжин, Київ та Харків до табору у місцевості Молотовськ над Білим морем. Потім — через Вологду то табору у Кожві, що у республіці Комі, а опісля у Воркуту — Большую Інту. Авансом присудили п'ять літ таборів
«Відштовхуючись від угоди Сікорського-Майського 30 липня 1941 року, польські солдати (насправді всі громадяни довоєнної Польщі — прим. авт.), включаючи Чеслава, були звільнені з таборів. 1 листопада 1941-го він прибув у Бузулук, де створювали Польське військо», — йдеться у статті Кароля Кубяка (на порталі aircrewremembered.com). Через Середню Азію, Іран та Південну Африку Бліхарський дістався до Британії, а потім до Канади, де навчався спершу на пілота, а потім — на члена екіпажу бомбардувальника. Служив у 300-му Дивізіоні бомбардувальників «Землі Мазовецької», єдиному небританському загону, оснащеному легендарними Avro Lancaster — найрезультативнішими й найкращими нічними бомбардувальниками Другої світової.

### Життя після війни
По закінченні війни Бліхарський довершив навчання — уже в Оксфорді. А по розформуванні загону працював на різних роботах у Лондоні, у тому числі мив посуд у кафе. Було важко, й уродженець Тернополя 7 лютого 1949 року вирушив до Аргентини, пише Войцех Змишльони. Спершу працював на будівництві й посилено вчив іспанську. Завдяки гурту колишніх пілотів при британському посольстві знайшов роботу на текстильній фабриці й навіть став її представником в Уругваї. «Через 10 років після закінчення війни отримав лист від нареченої. Втішений, що вона пережила війну, вирішив повернутися на Батьківщину, — йдеться у пропам'ятній на polska-zbrojna.pl. — У Польщу він прибув у 1956 році й оселився у Жабжому».
Тривалий час Бліхарського цькували через «західне минуле», а знайти нормальну роботу було дуже складно. Зрештою, влаштувався на ремонтному підприємстві, а потім — в Інституті будівництва в Катовицях та Бюро проєктів промисловості металів незалізних у тому ж місті. У 1978-му Чеслав Бліхарський пішов на пенсію і зміг знайти час для омріяного заняття — збирання історичних матеріалів про Тернопіль. Його однодумцем стала дружина Казімера.
Пенсії на дослідження не вистачало, а тому він серед іншого продав музею свою льотну форму воєнного часу та зібравши пляшки з алкоголем і здав їх на пункт збору. За роки перебування в Польщі його будинок з часом став «маленьким Тернополем». Адже саме тут разом з іншими тернополянами він розпочав акцію зі збору матеріалів, що документують «їхню малу батьківщину». За кілька десятиліть про Тернопіль і Тернопільську область зібрано значну колекцію. Були встановлені контакти з багатьма тернополянами, розкиданими по всьому світу. Зокрема, своїми однокласниками, родичами. Мотивом Бліхарського було бажання зберегти в пам’яті нащадків польський внесок у розвиток південно-східних воєводств II Речі Посполитої та пам’ять про їхніх польських жителів . 
Разом зі своєю дружиною є автором всеосяжного «Тернопільського архіву», переданого Ягайлонській бібліотеці.
У 2014 році він був удостоєний премії Національної пам'яті (Польща).

## Творчий спадок
Чеслав Бліхарський є автором 10 книг про Тернопіль, творцем багатющого архіву, присвяченого історії нашого міста, і досі невиданого біографічного словника тернополян на 12000 гасел.
- Tarnopolskie harcerstwo 1911—1945, Londyn 1991
- Tarnopol zatrzymany w kadrze pamici, Zabrze 1992.

Щоб видрукувати цю книгу продав міському музею м. Забже свій мундир льотчика, колекцію монет, документи й нагороди брата, учасника битви під Монте Кассіно.
- Tarnopol w latach 1809—1945: od epizodu epopei napoleońskiej do wype̦dzenia, Zabrze 1993
- Tarnopolanie na starym ojców szlaku, Zabrze 1994
- Miscellanea tarnopolskie cz. I, Zabrze 1994
- Miscellanea tarnopolskie cz. II, Zabrze 1995
- Historia gimnazjów i seminariów tarnopolskich, Zabrze 1996
- Tarnopolanina żywot niepokorny, Zabrze 1996
- Tarnopolskie Campo Santo przypomina, Zabrze 1997
- «Petruniu ne ubywaj mene». Czystka etniczna w wykonaniu nacjonalistów ukraińskich na terenie województwa tarnopolskiego, Zabrze 1998
- W służbie mojej Malej Ojczyźnie Tarnopolem zwanej, 2013
- Архів фотографій Тернополя родини Бліхарських [Архівовано 13 серпня 2020 у Wayback Machine.]